# Menhir am Kuhturm
Der Menhir am Kuhturm war ein vorgeschichtlicher Menhir im Stadtgebiet von Leipzig. Die Zeit seiner Zerstörung ist nicht genau bekannt.

## Lage
Der Menhir befand sich am Kuhturm im Leipziger Stadtteil Lindenau.

## Beschreibung
Es handelte sich um einen aufgerichteten Stein, der einen Eindruck aufwies, der an eine sechsfingrige Hand erinnerte, die als Teufels- oder Riesenhand interpretiert wurde. Angaben zum Material oder zu den Maßen des Steins sind nicht überliefert.

## Der Menhir in regionalen Sagen
Um den Menhir ranken sich mehrere Sagen. So soll Bonifazius hier die ersten Slawen getauft haben. Weiterhin soll ein schwarzer Hund um den Stein geschlichen sein, der Vorbeigehende begleitete und versuchte, sie auf die Wiesen zu locken. Eine dritte Sage berichtet, dass unter dem Stein Gänge in verschiedene Richtungen laufen.